# Ålhult

Ålhults säteri är en herrgård och ett tidigare gods strax öster om tätorten Gullringen i Södra Vi socken i Vimmerby kommun, Småland. De äldsta skriftliga källorna om Ålhult härrör från 1300-talet. Ålhult har varit en av medeltidens mest betydande gårdar i Småland. Ålhult säteri ägdes av bland andra Axel Oxenstierna, Kristina Oxenstierna,  Gustav Horn, Agneta Horn och Carl Fredrik Pechlin. Under Pechlin utvecklades godset genom en omfattande småindustri bestående av bland annat tegelbruk, sågverk och järnbruk. 
Nuvarande herrgård vid sjön Ören uppfördes 1815 genom kammarrättsrådet Gustav Nordströms initiativ. Gården var i familjen Nordströms ägo fram till 1905 då godset förvärvades av trävarufirman Nils Petter Danielson, som startade trävaruindustrin i Gullringen. Under 1900-talet skedde en successiv avveckling av det stora godsets markinnehav utöver själva huvudgården. Åren 1930 till 1937 var huvudbyggnaden uthyrd till en pensionatsrörelse. Efter andra världskriget har det varit flera olika ägare till Ålhult. Idag (2012) står herrgården tom i väntan på upprustning. Ålhult har varit betydelsefullt och viktigt för Gullringenbygdens utveckling.

## Ålhult på medeltiden
Ålhults  (även stavat Aalhult och Åhlhult) äldsta historia är okänd, de tidigaste skriftliga källorna om Ålhults herrgård härrör från 1300-talet. Då utgjordes egendomen av ett mantal därtill kom lådugårdsgodset Vagelhem (Waglem)  med 1,5 mantal, dit djurhållningen var koncentrerad. Ålhult var således ingen betydande gård, utan det var ett stort antal underliggande hemman, som gjorde säteriet till en storgård.
Den förste kända ägaren på Ålhult (dokumenterat i ett salubrev den 6 januari 1358) var Karl Haraldsson (Gren). Efter honom tog hans son Harald Karlsson över Ålhult, han tillhörde släkten Stubbe. Harald Stubbe var riddare, riksråd och lagman på Öland. Han överlät Ålhult som morgongåva till sin hustru Ingegärd Laurenzadotter den 11 juni 1398.
På 1400-talet omnämns ätten Ulv som ägare och under 1500-talet övertogs gården av Johan Pedersson Bååt förmodligen genom arv. 1588 var Johan Pedersson Bååts sondotter Anna Åkesdotter Bååt ägare till gården, hon gifte sig 1608 med rikskanslern Axel Oxenstierna.

## Ålhult under stormaktstiden

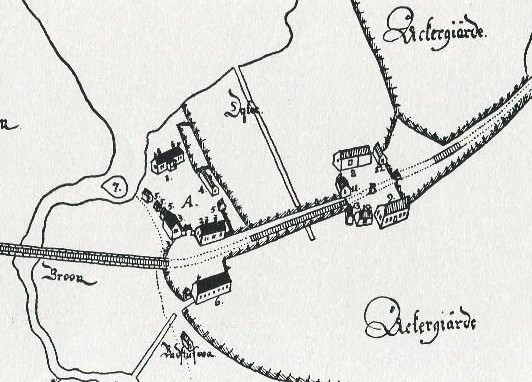
Ålhult på en karta från 1660.

Enligt jordeböckerna från 1647 är gården med underliggande hemman antecknade som Axel Oxenstiernas egendom. Troligen uppehöll sig Oxenstierna inte så ofta på Ålhult och först på ålderns höst gästade han sitt säteri sedan han erhöll titeln greve av Södra Möre härad. Då blev Ålhult till ett lämpligt rastställe på Kungsvägen mellan grevskapen och Stockholm.
Ålhult övergick efter Axel Oxenstiernas död till dottern Kristina Oxenstierna och hennes make Gustav Horn och sedan till deras dotter Agneta Horn. På 1660-talet utgjordes bebyggelsen av ett stort antal träbyggnader, samlade i två grupper, mangård vid sjön Ören (litt. A) och ladugården en bit öster därom (litt. B), det var mycket ålderdomligt även på den tiden. I ladugården hölls inte kor utan man bedrev djuravel. På grund av dess utseende tror man att gården är från slutet av1500-talet. Arkitekturen var den typisk svenska bondeallmogen med kraftiga timmerhus, täckta med bräder, näver och torv; ett vanligt byggnadssätt under stormaktstiden.
År 1672 ärvdes gården av Brita Kruus och mellan 1686 och 1698 är hennes make Fabian Wrede antecknat som ägare. 1747 var Axel Wrede Sparre godsherre. I och med stormaktstidens utgång bröts den långa traditionen att Ålhult stannade inom högadeln och i början av 1750-talet blev Ålhult borgerlig egendom genom grosshandlaren och hattpolitikern Thomas Plomgren, som gjorde egendomen till fideikommiss.

## Ålhult under frihetstiden och Pechlin

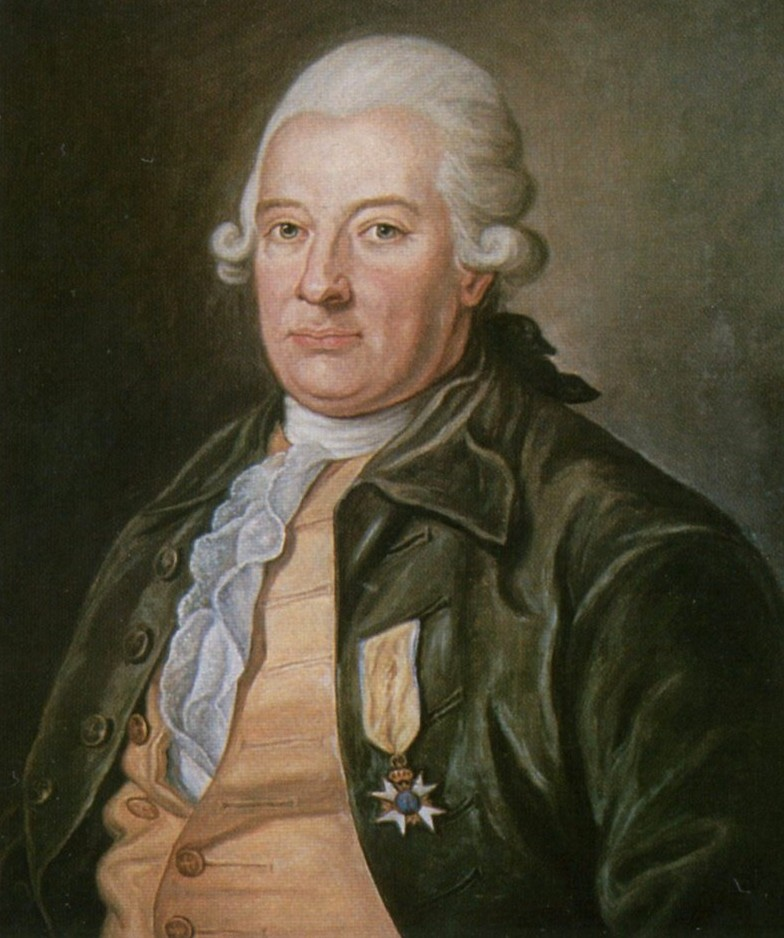
Carl Fredrik Pechlin.

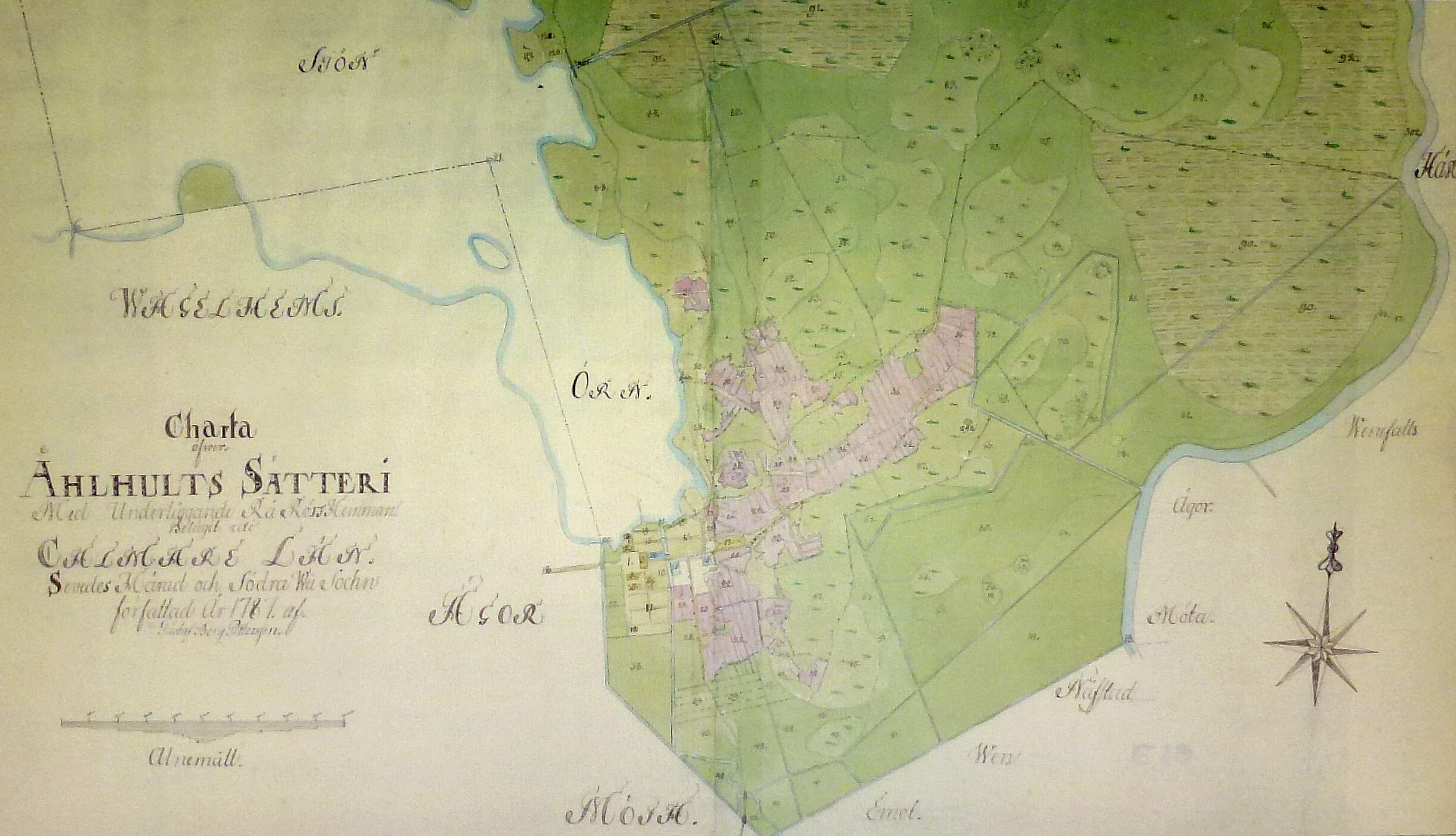
Ålhults säteri på en karta från 1781.

Thomas Plomgren avled 1754 och Ålhult övergick till dennes arvingar. Dottern Anna Kristina hade gift sig med dåvarande majoren Carl Fredrik Pechlin som 1755 förvärvade Ålhult med underliggande 37 gårdar av svågern, brukspatronen Anders von Plomgren. 
Pechlin blev permanentboende på Ålhult och under honom upplevde gården sin storhetstid. Pechlin var förutom sin politiska verksamhet (präglat av ett starkt hat mot Gustaf III) även en stor, initiativrik företagare. Han omgestaltade gården genom att han lät riva de gamla bodarna och stugorna och vid den uppriktade gårdsplanen låg endast huvudbyggnaden kvar mot sjön. Han lät även nyskapa trädgårds- och parkanläggningen med blomkvarter, ruddammar och vindruvsplantage samt en förnämlig köksträdgård med fruktträd, jord- och bärfrukter och dessutom stora gräsmattor och planteringar. I övrigt hade det kommit till trädgårdsmästarebostad, brygghus och drivhus i omgivningen. 
För att Pechlin skulle kunna bygga det stora tegelhuset lät han anlägga ett tegelbruk som blev en av de äldsta industrierna på Ålhult. Snart utökade han verksamheten med ett järnbruk med stångjärnshammare och två eldar som var belägna intill Vervelåns ravin. Träkol togs från de egna skogarna och Pechlin hade lov att tillverka 600 skeppund smide (1 skeppund = 136 kg) per år. Brukets märke var ett upprest lejon med kluven svans som gick upp mot ryggen. År 1771 byggdes järnbruket ut med knip- och spikhammare, dessutom fanns en tullmjölskvarn och en vattensåg. Malmen till järnbruket var så kallad myrmalm som togs upp från Krön och det höll man på med ända till mitten av 1800-talet.
Så småningom blev Pechlin Smålands störste jorddrott och brukspatron som ägde förutom Ålhult nära hälften av Södra Vi socken och Djursdala socken samt flera sätesgårdar och jordegendomar i Vimmerby socken och i södra Östergötland. Pechlin var frikostig givare till Södra Vi kyrka, där han skänkte bland annat altartavlan och två ljuskronor. Men han hade även ryktet om sig att vara en elak "bondplågare".  Pechlins storhetstid tog slut i och med hans påstådda inblandning i mordet på Gustaf III. Han avled på Varbergs fästning den 29 maj 1796.
År 1795 hade sonen Johan Adolf Pechlin tagit över Ålhult. Han var en lugnare typ än fadern, deltog bygdens angelägenheter och vann allmänhetens förtroende.

## Ålhult under släkten Nordström

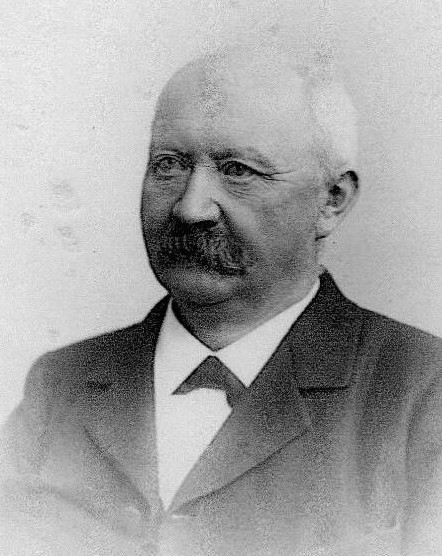
Henrik August Nordström.

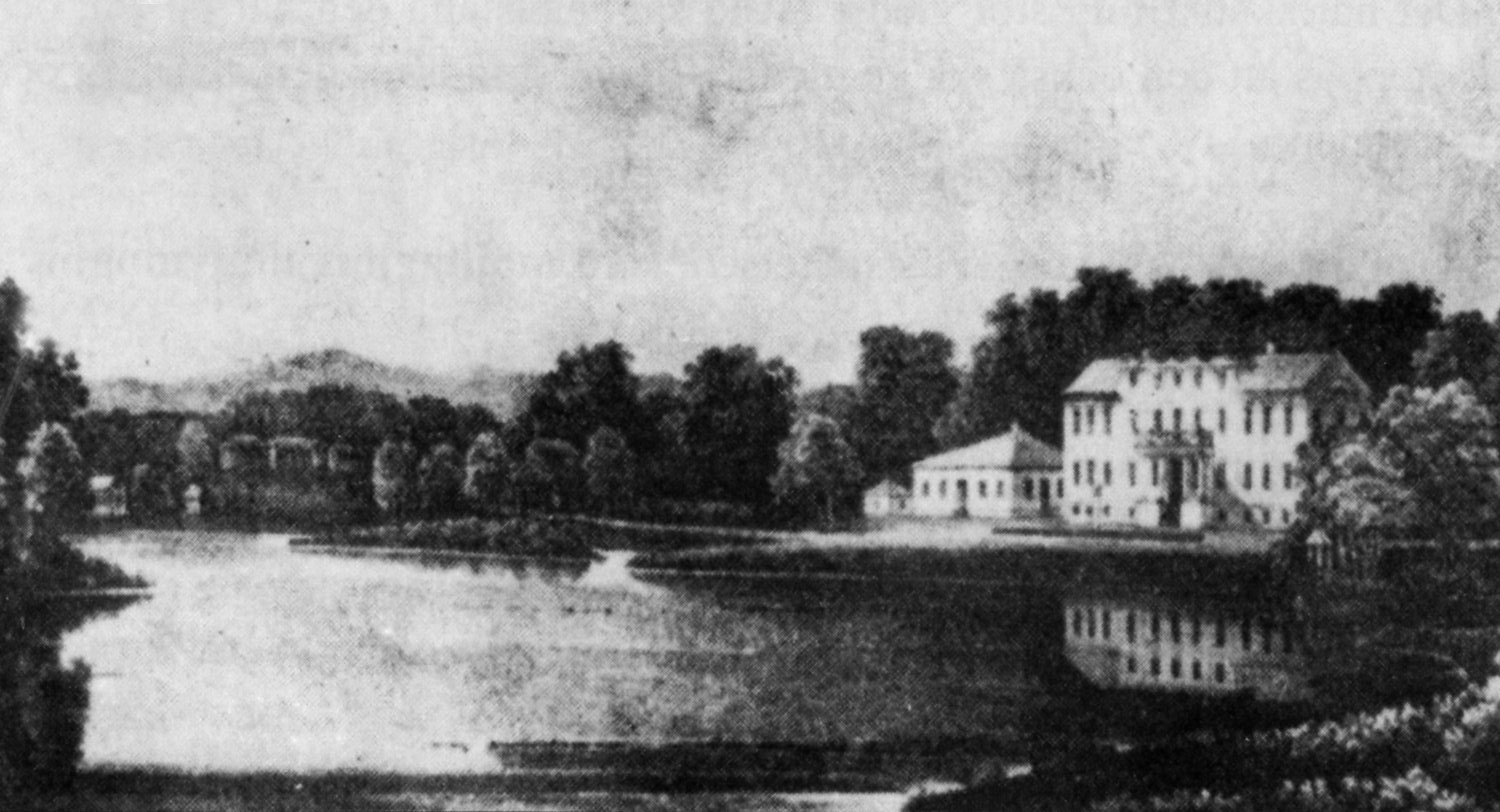
Ålhults säteri omkring 1820.

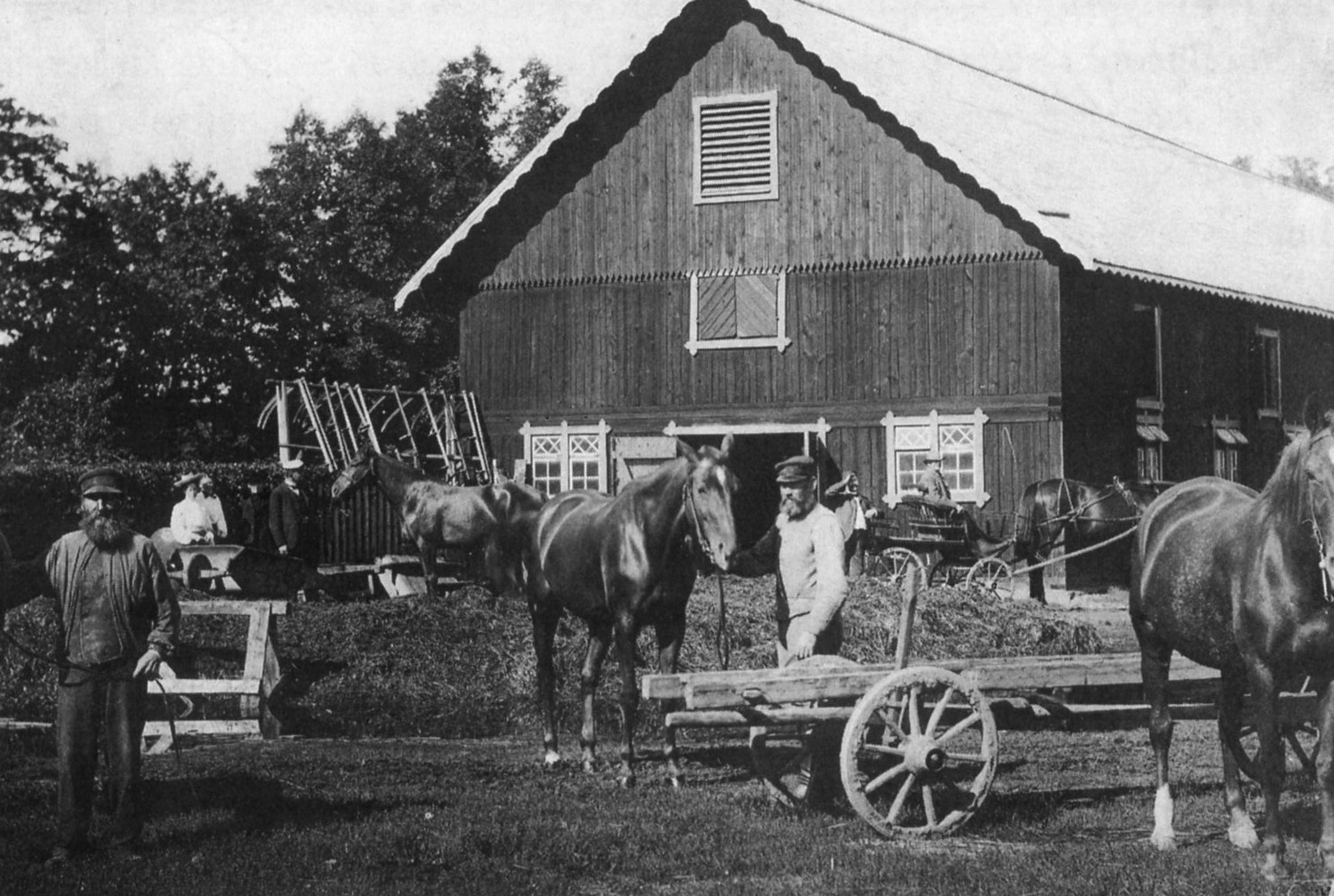
Ålhults ladugård vid sekelskiftet 1900.

Johan Adolf Pechlin skötte gården med omsorg och sålde egendomen 1805 till kammarrättsrådet Henrik Nordström. Nordström och hans fru Beata påbörjade en omfattande upprustning och ombyggnad på godset. 
I den franska parken på vägens södra sida uppfördes 1815 den slottsliknande herrgårdsbyggnad, som ännu finns kvar. De andra husen monterades ner och byggdes upp på en annan plats. Ladugården flyttades till den höjd, där den befann sig på 1660-talet, öster om gårdsplanen där den ännu är belägen. Två trädgårdsmästare med drängar var anställda för att sköta trädgårdsodlingen. Vid samma tid (1815) lät Nordenström även uppföra ett pappersbruk intill Vervelån.
Efter Henrik Nordströms död i januari 1843 övertog hans yngste son Carl egendomen. Hans första åtgärd som godsherre var att lägga ner bruksdriften för järnbruket. Under åren 1844 till 1848 utgår rubriken "Bruket" ur kyrkböckerna, därmed var en nästan hundraårig verksamhet till ända. Nu gällde storskalig skogs- och jordbruk på godset. Den siste Nordström på Ålhult blev Henrik August Nordström,  han tillträdde godset 1869 och var godsherre till sin död den 7 oktober 1905. Under den Nordströmska tiden bevarades det gamla herrgårdslivet med patriarkatliknande former och traditionell pompa.

### Herrgårdsbyggnaden
Herrgården är en ljusputsad träbyggnad i två våningar med stor, delvis inredd vind under ett sadeltak. Fasadarkitekturen är nyklassicistisk med pilaster. Mot gatan och sjön dominerar en bred frontespis i tre våningar som avslutas med en balustrad i smide. Över den stora stentrappan reser sig åtta pelare i dorisk ordning, ursprungligen målade i grön marmorimitation. Dessa bär upp en altan med smidesräcke, runt kanten löper ett tandsnitt. Rummen värmdes med kakelugnar, som numera är utrivna. På var sida om det stora huset låg två låga flyglar, idag är bara den västra bevarad.
År 1936 beskrevs byggnaden på följande sätt:
| ” | För att få se något av den gamla herrgården går vi upp för den inte allt för breda trappan till andra våningen. […] Här finns två rum, som är orörda sedan byggnadens tillkomst, båda rummen visar vackra prov på empiretidens dekoreringskonst. Vid den sydvästra gaveln och tvärs över hela huset finns en väldig sal, här har många fester firats i mer än hundra år. De slätputsade väggarna i rödbrunt, avgränsas mot taket av en målad fris med blomstermotiv, nedtill ett avslut med en tandsnittslist, och avdelas i fält av pilastrar. Mellan dessa finns målade nischer, begränsade på sidorna av joniska kolonner och upptill av smyckade bågfält. Ur denna inramning tittar två manliga och två kvinnliga allegoriska figurer i nära kroppsstorlek ned på betraktaren. Sannolikt är utsmyckningen avsedd att symbolisera sommarhalvårets förlopp under blomstringens, fruktens, skördens och den höstliga jaktens växande skeden. Alla överstycken i salen är dekorerade med framställningar ur samma motivkrets. Innanför salen ligger salongen i halvrundel, den är behandlad i samma stilart. Dörröverstyckena upptas av figurmålningar, varav en återger bilden av en antik kvinnogestalt med lyra över axeln, åkande i triumfvagn efter två piafferade hästar, och en annan i samma pose, men bärande ett ymnighetshorn som attribut och med två lejon förspända. På två andra överstycken finns kärleks- och familjescener, med vingade amoriner som bifigurer. All dekorering är utförd i ljusgrått på den rödbruna bottenfärgen. Efter några steg uppför en smal trappa befinner vi oss på den enorma vinden med de ålderdomliga murpiporna. På väggarna till de i frontonen inredda smårummen finns mot vinden den ursprungliga tapetseringen kvar: grå lumppapp med stänkmålning. Rummen har kvar sina breda golvplankor, som talar om att vi befinner oss på en gård med ålder och anor. | „ |

### Interiörbilder

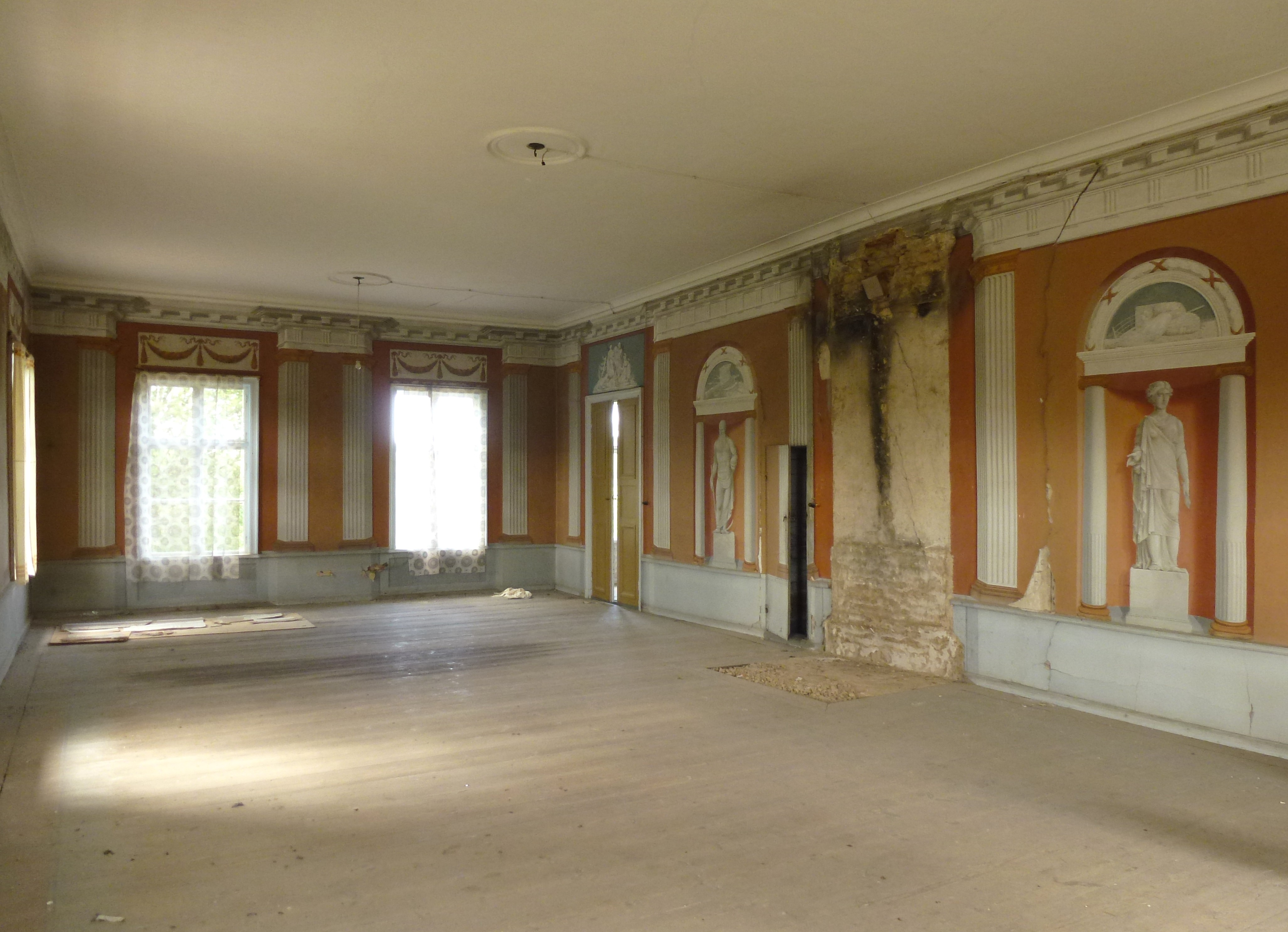
Stora salen en trappa
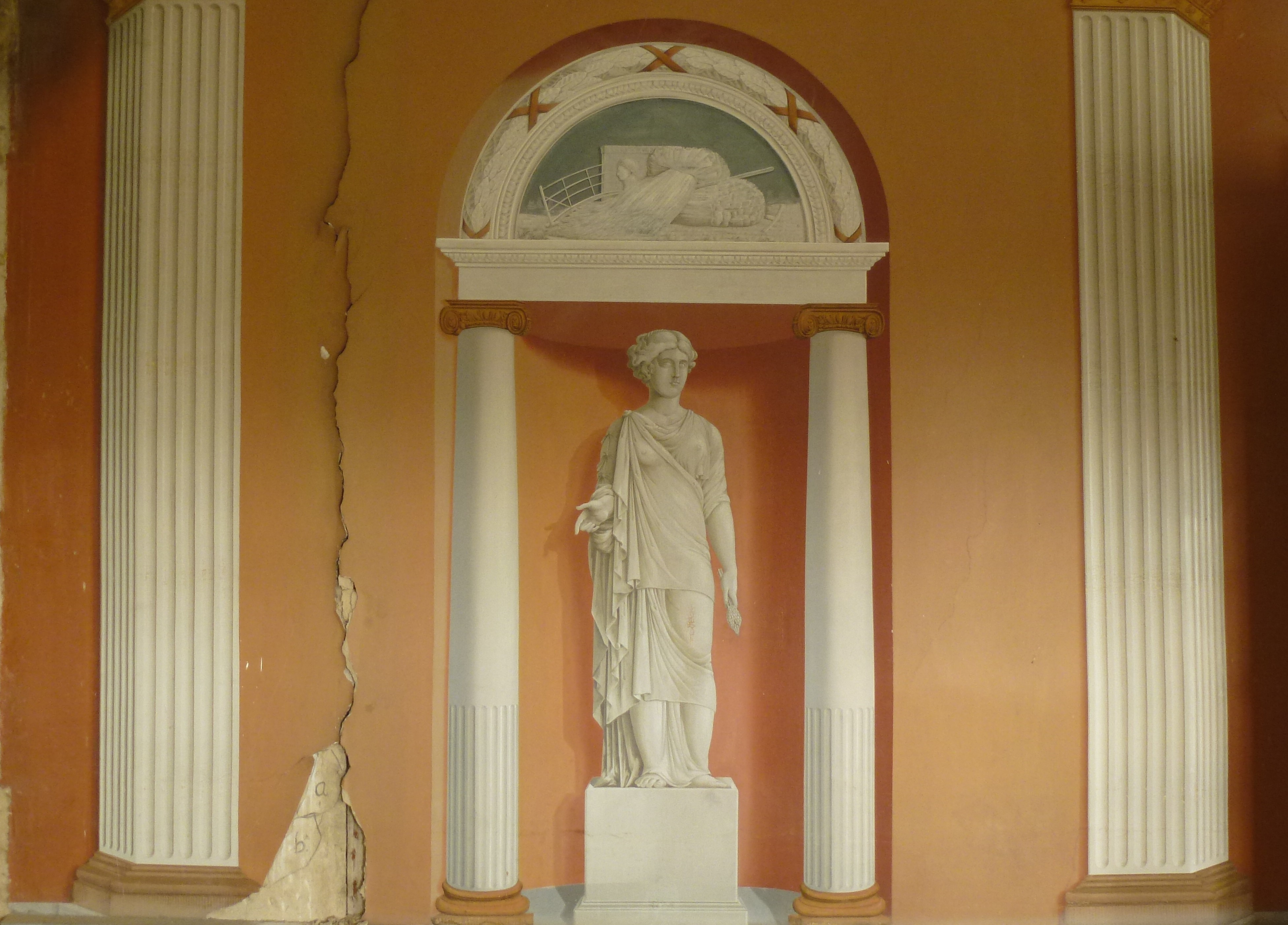
Väggutsmyckning i stora salen
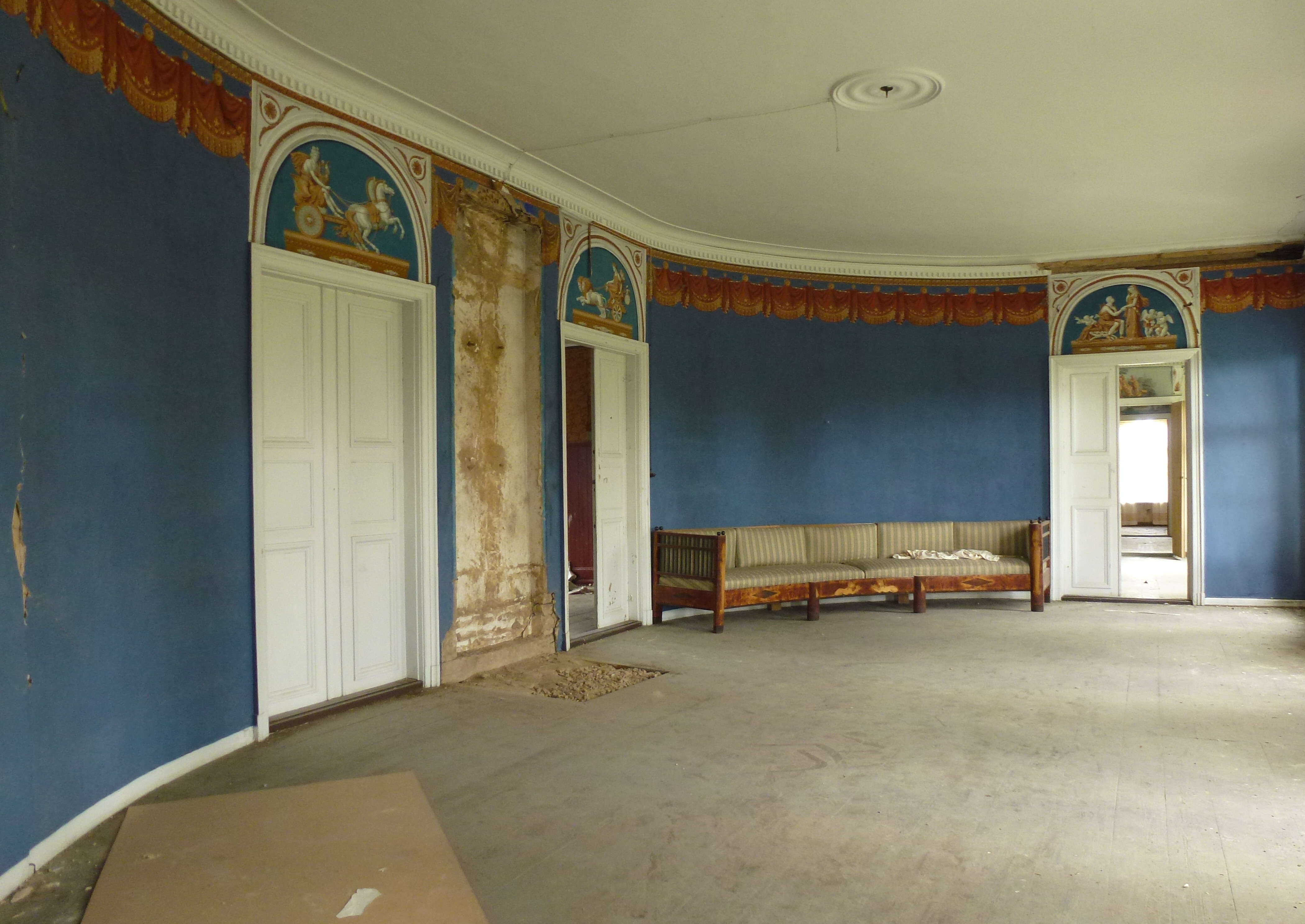
Halvrunda salongen en trappa
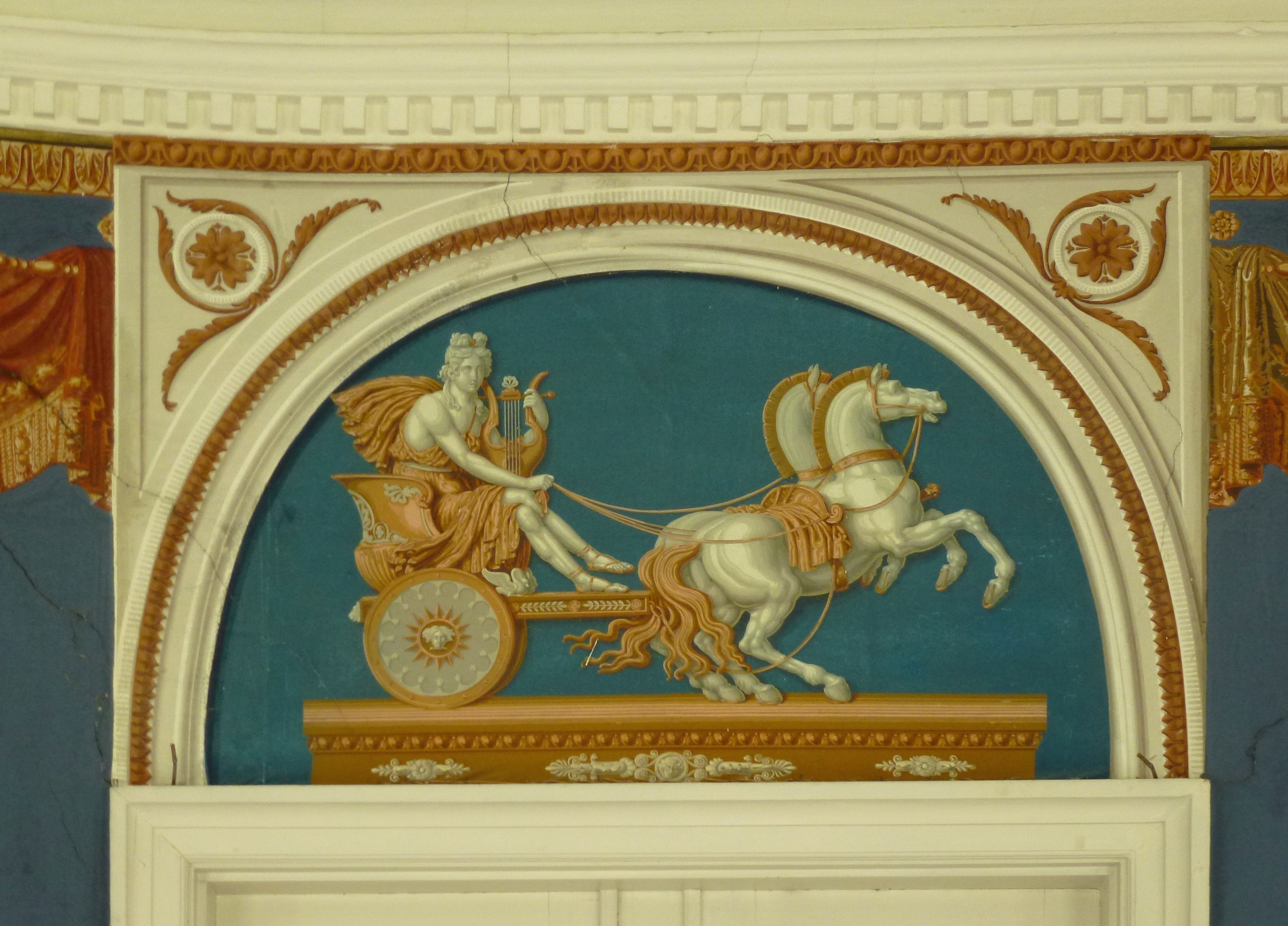
Dörröverstycke i halvrunda salongen
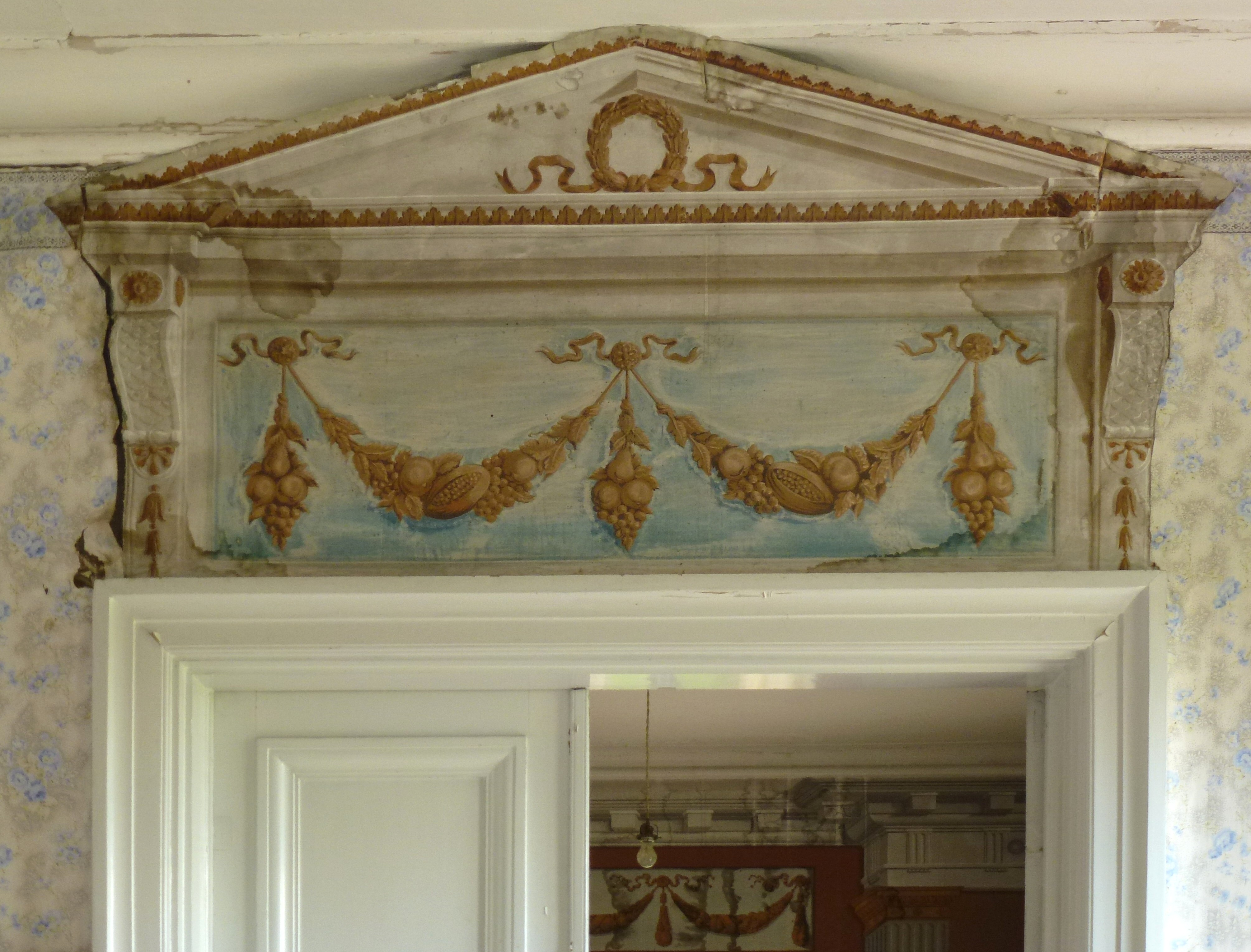
Dörröverstycke i lilla salen
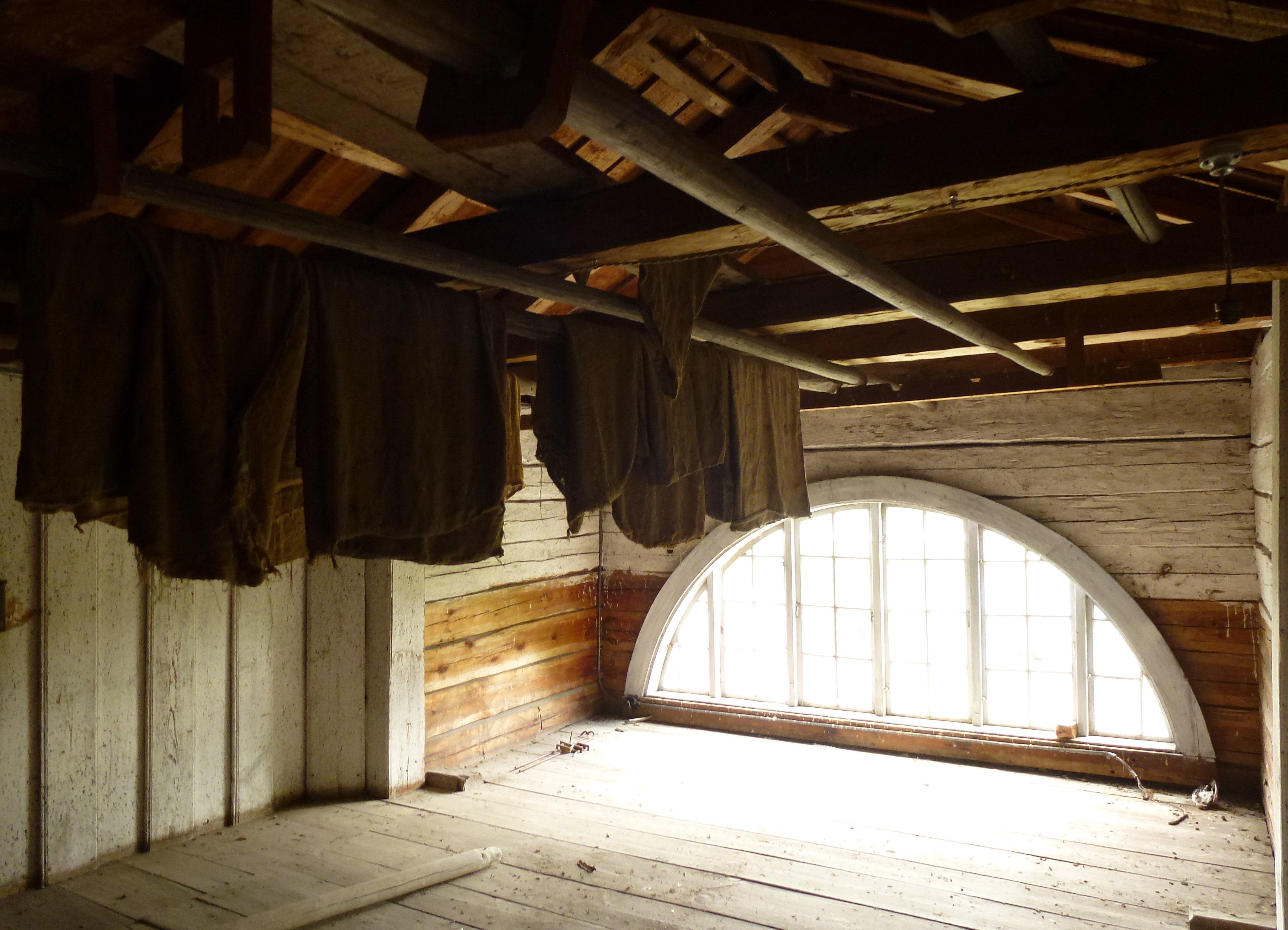
Vindsfönster mot gaveln
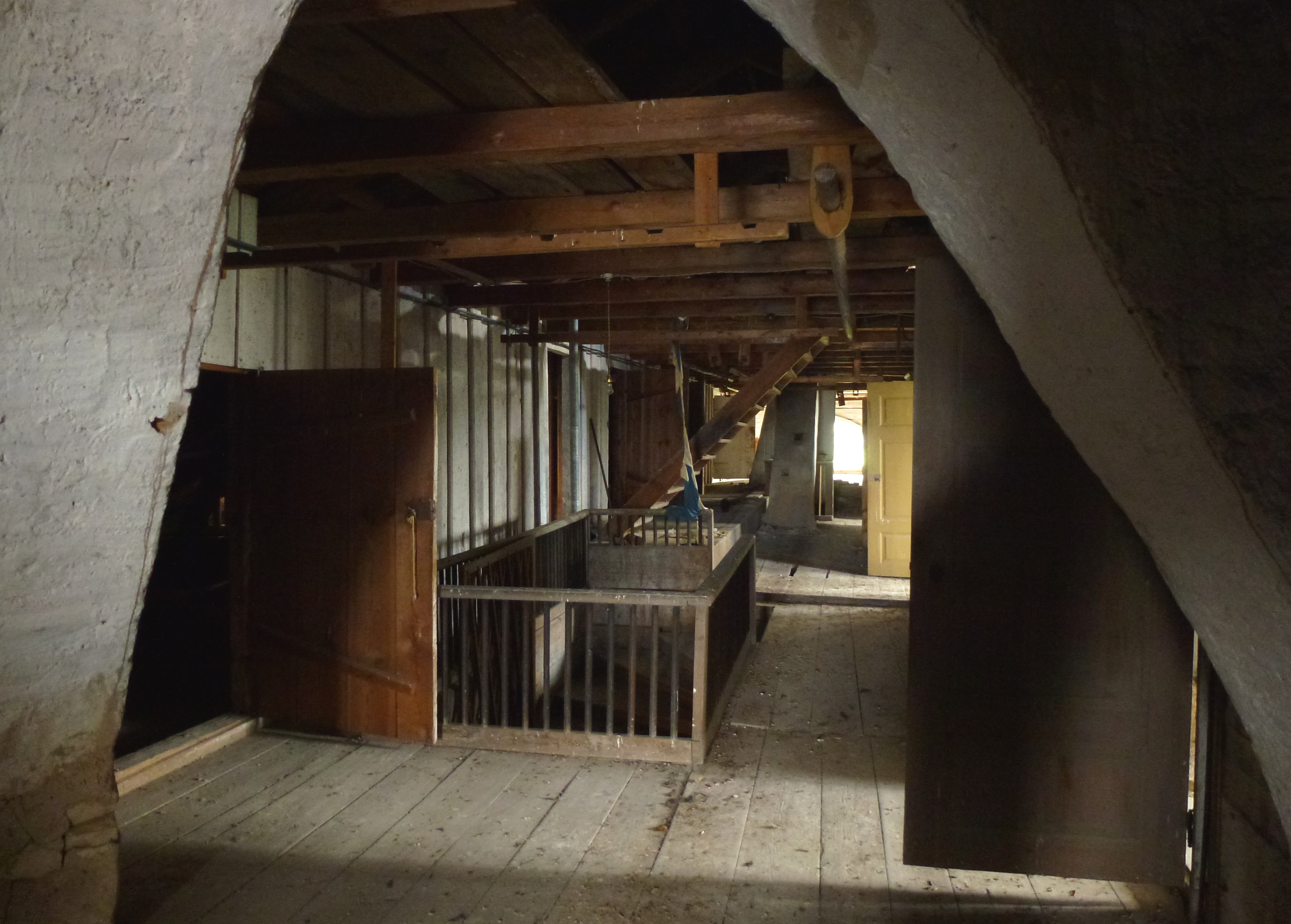
Vinden och murpiporna
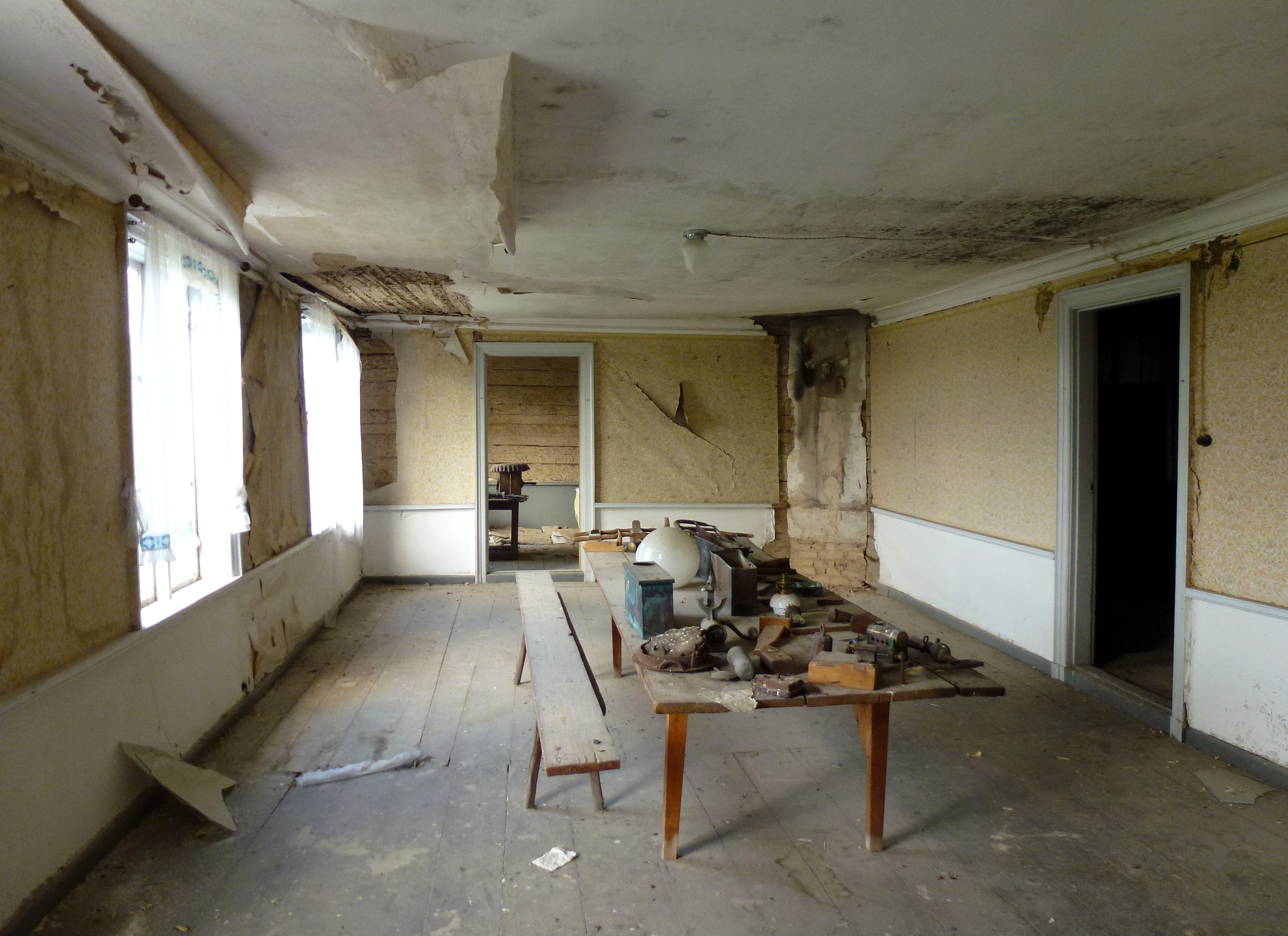
Vindsrum i frontonen

## 1900-talets omvälvningar

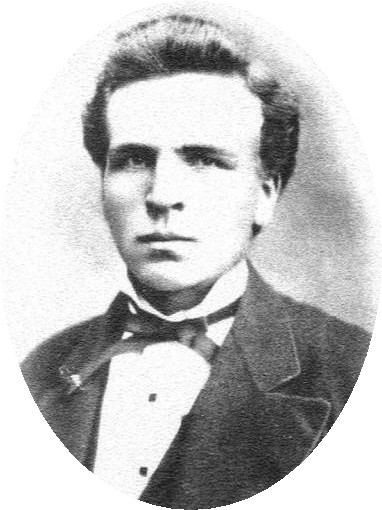
Nils Petter Danielsson.

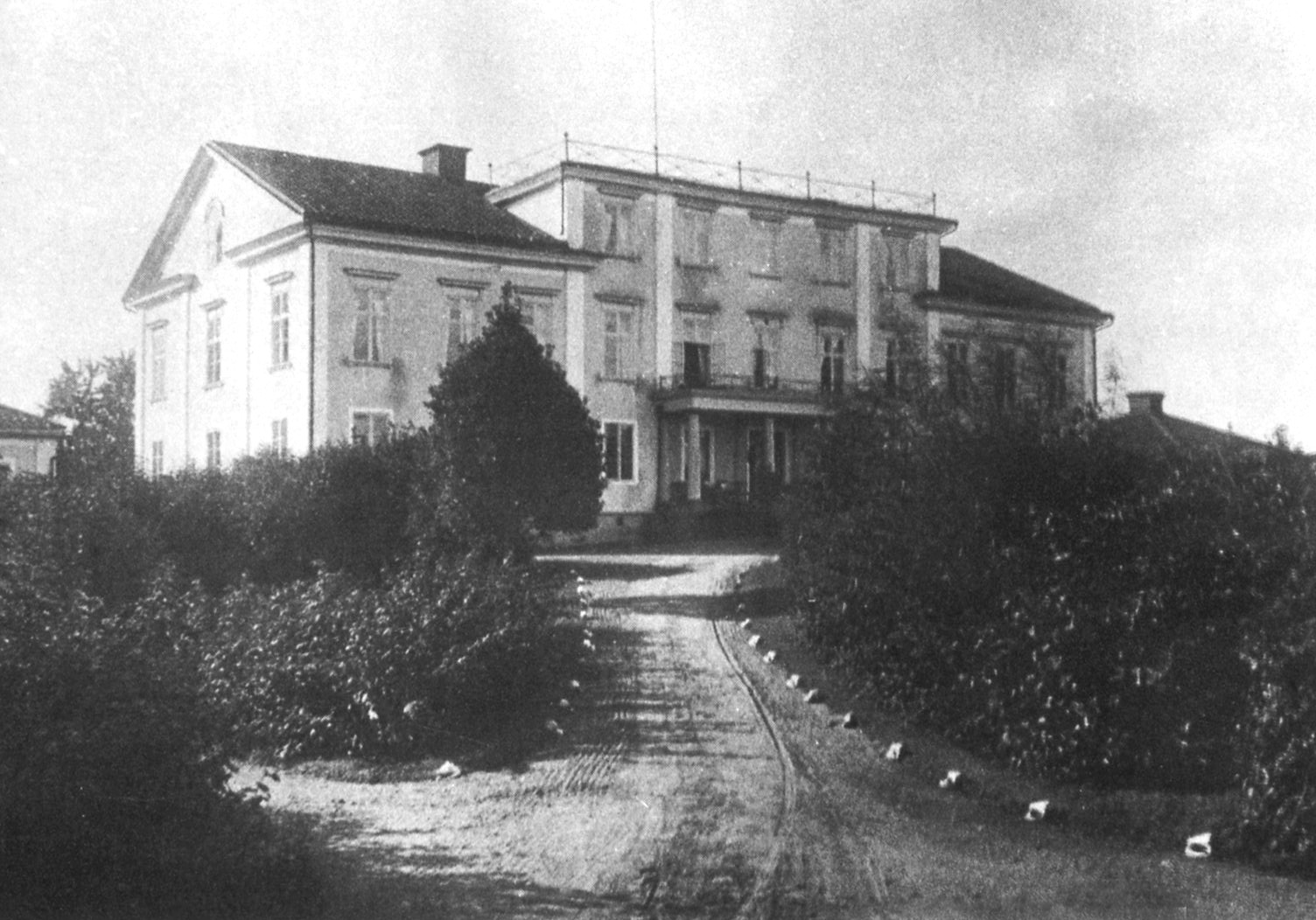
Ålhults säteri på 1940-talet.

År 1905 förvärvades Ålhult av trävarufirman Nils Petter Danielsson. Danielsson betalade 565 000 kr, och fick tillträde till gården den 14 mars 1906. Han grundade träindustrin i Gullringen genom att anlägga en ångsåg 1907. Fabriken låg utmed Vervelån vid den nybyggda järnvägsstationen "Gullringen" (invigd 1902) längs Östra Centralbanan. Här fanns det tillgång till två viktiga transportmedel: järnväg och vattenled. År 1916 togs Brännebro kraftstation i drift, som kom till på initiativ av Danielsson.
Åren 1919 och 1920 utökades sågen med hyvleri och lådfabrik. Virket till fabriken togs från Gullringens såg och råvaran togs från de egna markerna runt Ålhult med hjälp av en egen smalspårig skogsjärnväg vars lok kallades "Sot-sara". Den huvudsakliga produktionen var lådor avsedda för export till England.
Kring 1920 inträffade blomstringstiden för Nils Petter Danielssons trävaruindustri men sedan sjönk virkespriserna med hälften på grund av en kraftig deflation. Hans skogsfastigheter var mer eller mindre kalhuggna och gav ingen avkastning. Bankräntorna till de stora skulderna kunde inte betalas, utan att ta upp nya lån. Östergötlands Enskilda Bank, tog över kontrollen av koncernen medan Danielsson fick sitta kvar som ordförande i styrelsen. Ålhults skogar såldes till Domänverket och sågen fick läggas ner. Danielssons livsverk krossades, han blev svårt sjuk och dog den 15 september 1926, 71 år gammal.
I början av 1930 köptes Ålhult av Henrik Svensson. Under åren 1930 till 1937 var huvudbyggnaden uthyrd till en pensionatsrörelse. Henriks son Hans blev den nya arrendatorn på Ålhult 1945 och under 1950-talet övertog han äganderätten. Efter Hans Svensson har det varit flera olika ägare till Ålhult. Bland dem Karl-Hainz Göing, från Hannover som köpte herrgården 1993. En stor del av gården (huvudsakligast skogsmark) har senare sålts till Willy Andersson.
För närvarande (2012) står herrgården tom i väntan på upprustning. Fasaden mot gården är renoverad. En stor del av den fasta inredningen har rivits ut, även värdefulla kakelugnar. Men på det övre våningsplanet kan man fortfarande uppleva interiören från den Nordströmska tiden med väggmålningar och vackra dörröverstycken, så som den beskrevs 1936 och i den halvrunda blåa salongen står Pechlins rundsoffa kvar.

### Bilder från omgivningen

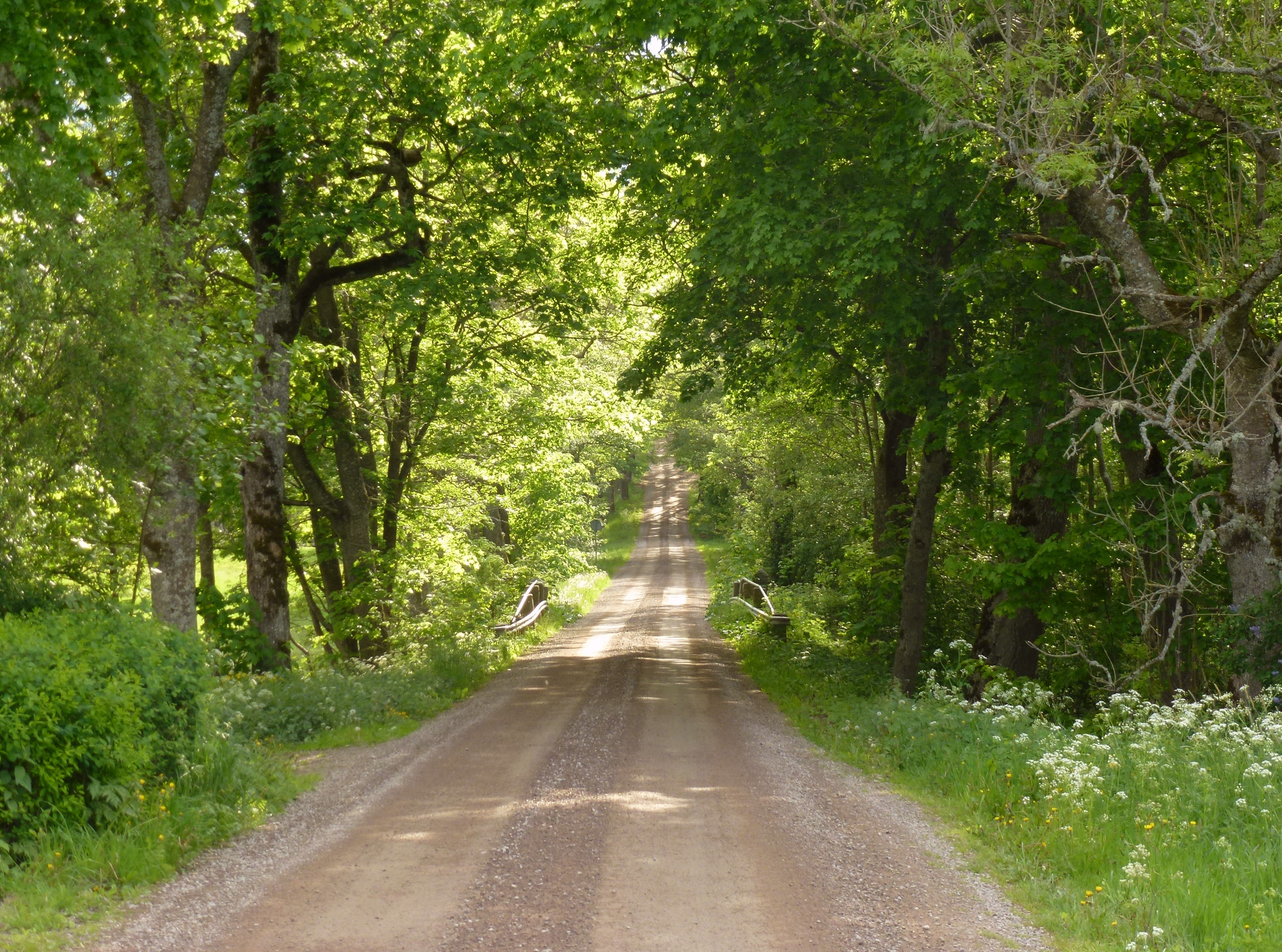
Allén vid Ålhult
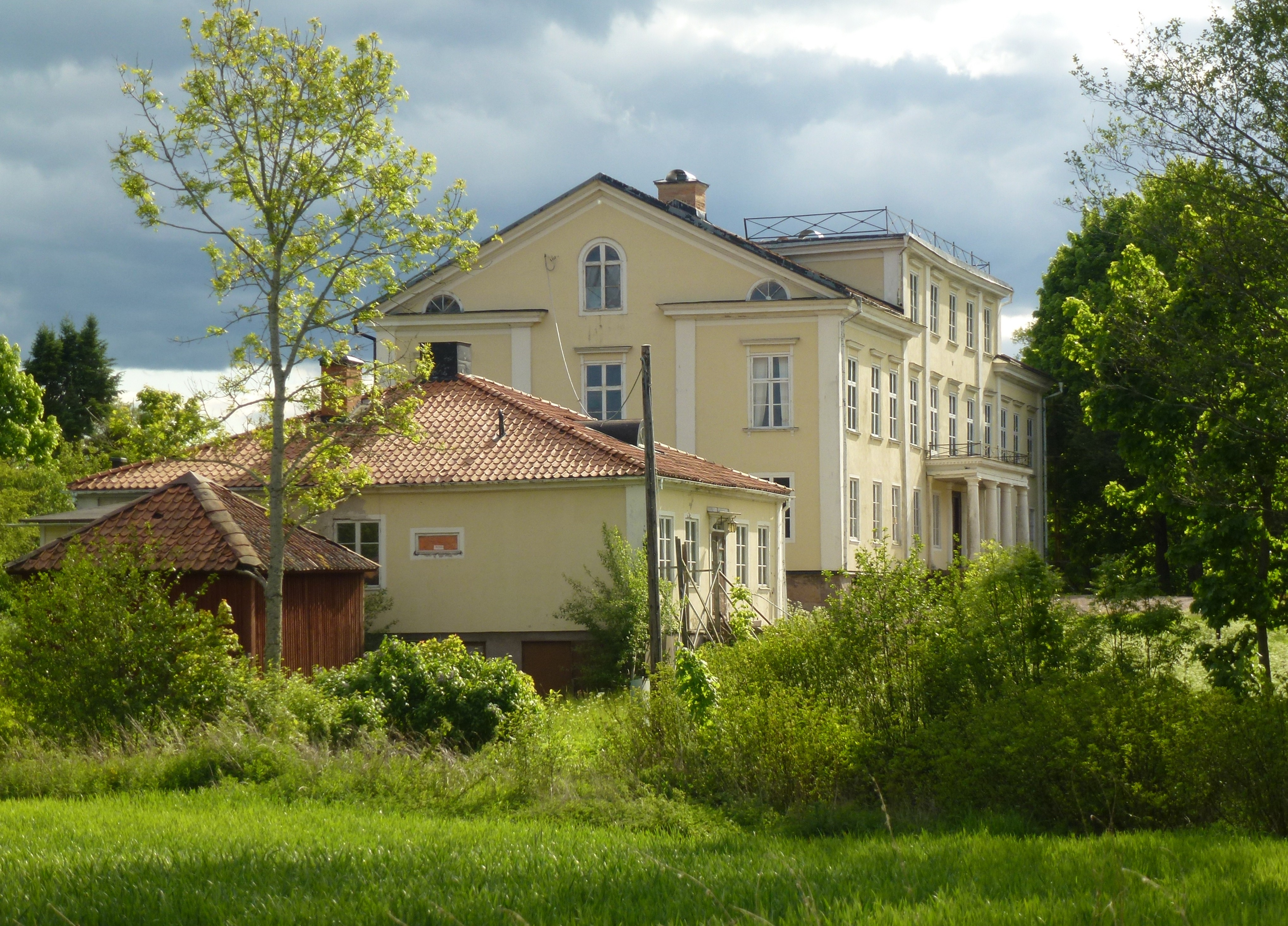
Ålhult med flygelbyggnad
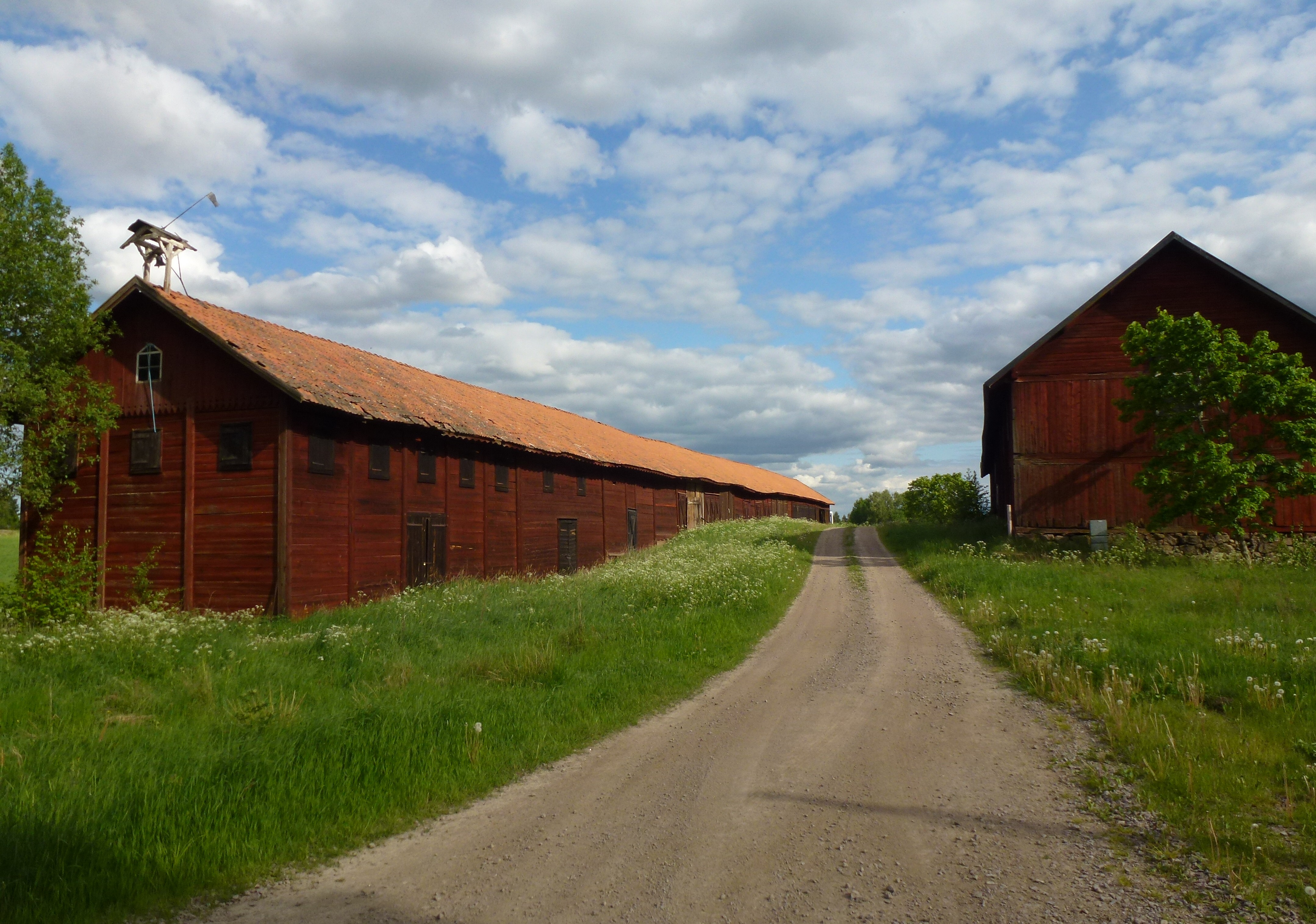
Ladugårdarna och bruksvägen
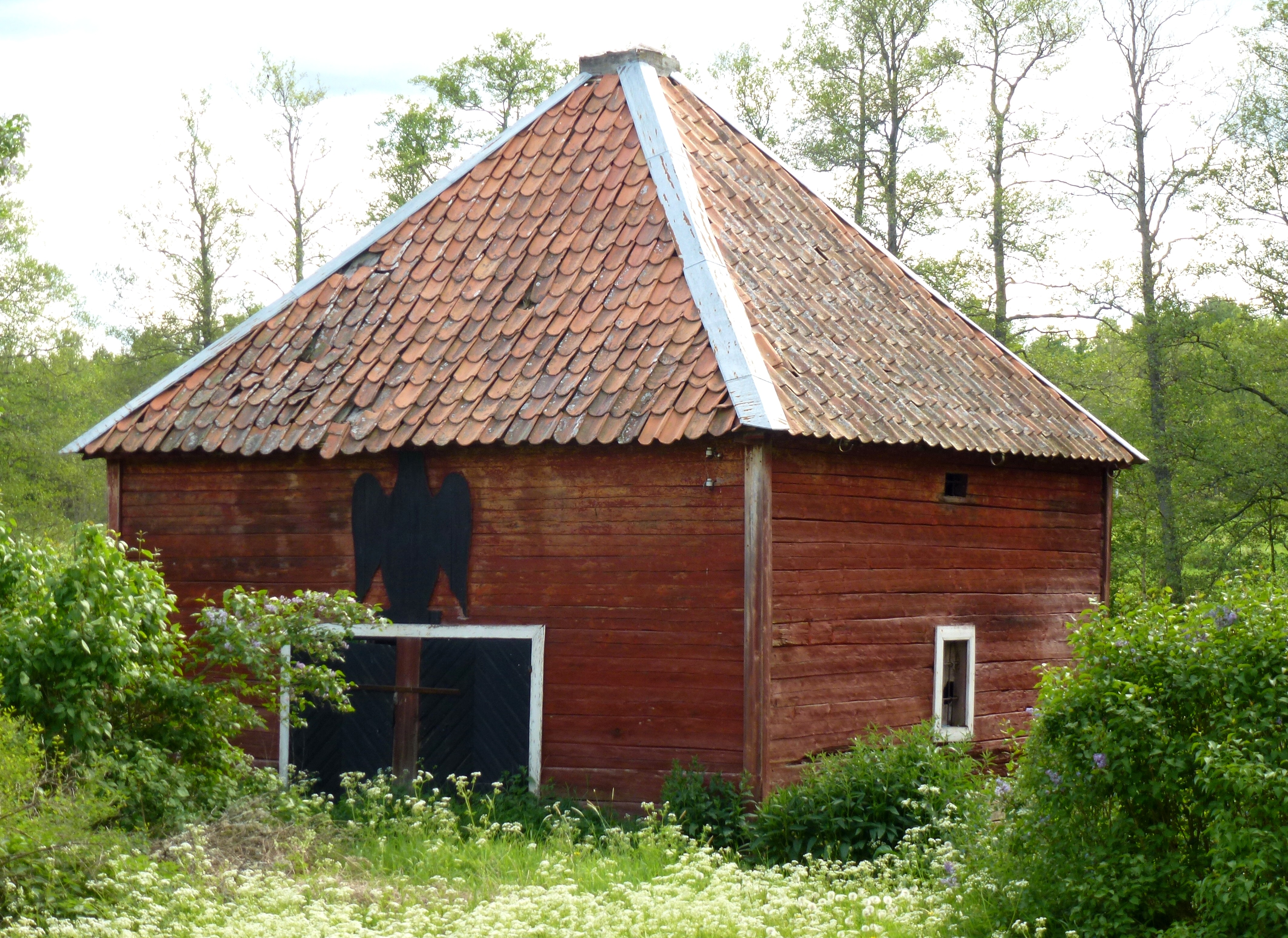
Ekonomibyggnaden med örnen

## Referenser

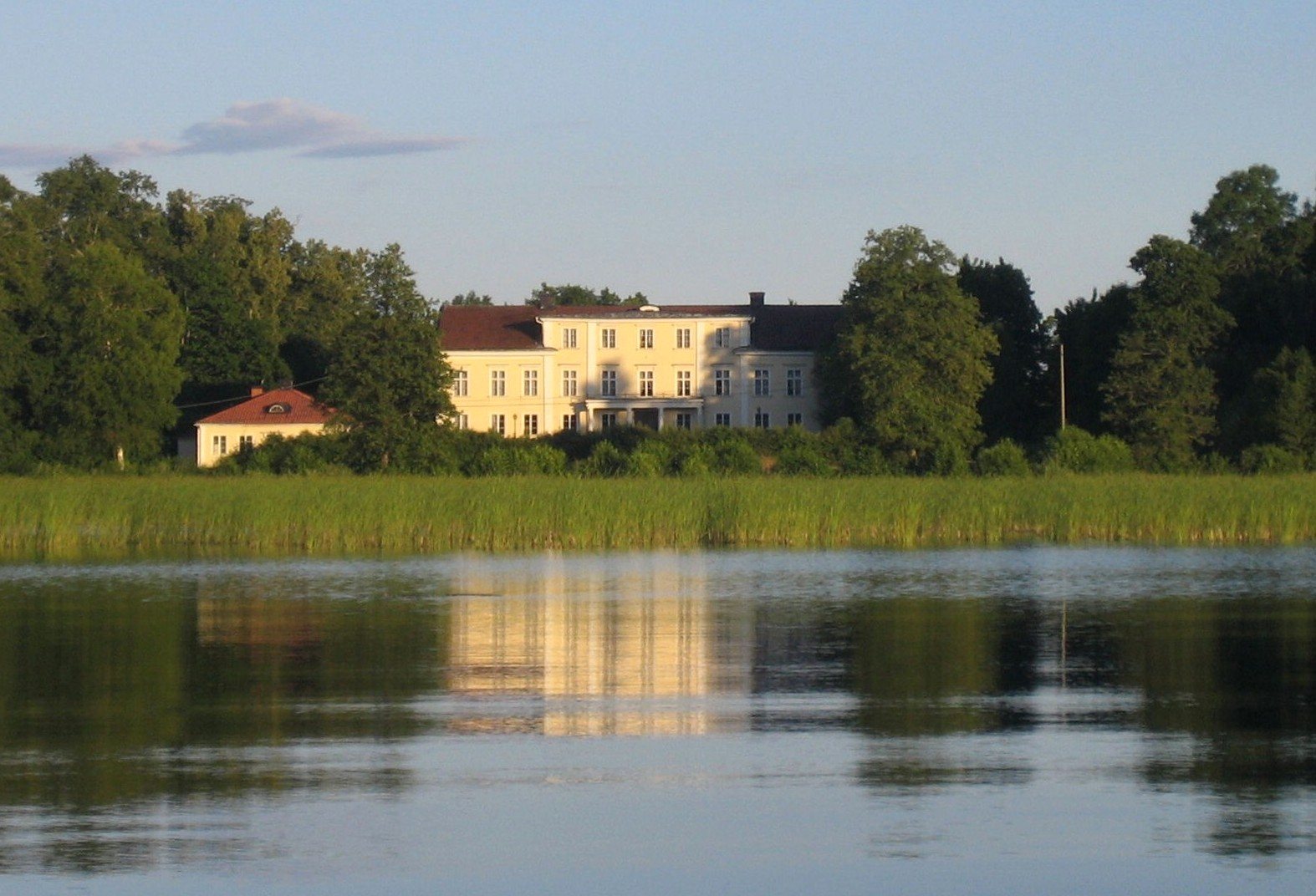
Ålhults säteri i kvällsljus över sjön Ören.